# Alexandre Gouriliov
Alexandre Lvovitch Gouriliov (Александр Львович Гурилёв), né le 22 août 1803 (3 septembre dans le calendrier grégorien) à Semionovskoïe en Russie dans le gouvernement de Moscou et mort le 30 août 1858 (11 septembre dans le calendrier grégorien) à Moscou, est un compositeur russe, violoniste, altiste et pianiste. Il est le fils du compositeur et chef de chœur Lev Gouriliov. 

## Biographie
Alexandre Gouriliov naît dans la famille d'un musicien serf du comte Vladimir Grigoriévitch Orlov, Lev Stépanovitch Gouriliov, qui lui donne ses premiers cours de musique. Il apprend ensuite le piano auprès de John Field, la théorie de la musique auprès de Iossif Genichta. Il joue du violon et de l'alto dans l'orchestre du comte et dans le quartet du prince Sergueï Grigoriévitch Galitzine. 
Après la mort du comte Orlov en 1831, Lev Gouriliov et son fils Alexandre sont libérés du servage et sont inscrits à la classe des petits bourgeois. Gouriliov connaît alors ses premiers succès en tant que compositeur, pianiste et pédagogue. Il se fait aussi connaître au sein de l'intelligentsia moscovite, peintres et écrivains, grâce à ses romances, notamment sur des vers de Nikolaï Grekov, d'Alexeï Koltsov ou d'Ivan Makarov. Certaines sont publiées par la célèbre maison d'édition Bernard et dans des revues musicales. 
De la soixantaine de romances de Gouriliov, l'on peut distinguer «Однозвучно гремит колокольчик» (Sonne la cloche monotone), «Оправдание» (La Justification), «И скучно, и грустно» (Ennuyeux et triste à la fois), «Зимний вечер» (Soirée hivernale), «Вам не понять моей печали» (Vous ne pouvez comprendre mon chagrin), «Разлука» (la Séparation), etc. La romance sur des paroles de Nikolaï Chtcherbina «После битвы» (Après la bataille) était très populaire dans la marine impériale au moment de la guerre de Crimée, et devenant une chanson populaire, elle a été arrangée pour être la chanson célèbre «Раскинулось море широко» (La Mer s'étend au loin), avec de nombreuses variations. Gouriliov a aussi composé des morceaux pour le piano: des variations, des fantaisies dont une sur le thème de la romance de Varlamov «На заре ты её не буди» (À l'aube, ne la réveille pas), et d'autres sur des opéras, ainsi que des pièces de salon.
Gouriliov excelle dans le chant lyrique. Ses romances sont romantiques et sentimentales, empreintes d'un lyrisme délicat dans la tradition russe. La mélodie est claire et proche du style de Glinka, d'autres plus mélodramatiques  annoncent des accents de Dargomyjski, de Moussorgski ou de Tchaïkovski. Un élément important des compositions vocales de Gouriliov consiste en la partie de piano qui est toujours soigneusement développée. 
Malgré le succès de ses compositions, Gouriliov a toujours connu la gêne et devait donner des leçons de musique ou de correction de partitions pour gagner sa vie. Il est paralysé dans les dernières années de sa vie et il est atteint psychiquement. Il meurt à Moscou, le 30 août 1858 (11 septembre dans le calendrier grégorien).